# Ocyptamus tristis
Ocyptamus tristis är en tvåvingeart som först beskrevs av Hull 1930.  Ocyptamus tristis ingår i släktet Ocyptamus och familjen blomflugor. Inga underarter finns listade i Catalogue of Life.